# Raszpil
Raszpil (ros. Рашпиль) – chutor w Rosji, w Kraju Krasnodarskim, w rejonie timaszowskim. W 2010 liczył 283 mieszkańców.